# Mistrzostwa Polski w pływaniu w płetwach 2020
Mistrzostwa Polski w pływaniu w płetwach 2020 – zawody pływania w płetwach, które odbyły się ze względu na pandemie koronawirusa w trybie korenspondencyjnym na 5 różnych pływalniach w Polsce (Kościerzyna, Chodzież, Olecko, Gdańsk oraz Jastrzębie-Zdrój). Wszystkie pływalnie miały długość 25 metrów. Zawodnicy brali udział na zorganizowanych w swoim rejonie zawodach, a następnie wyniki były zbierane z każdych zawodów i zostały ogłoszone oficjalne wyniki Mistrzostw Polski.

## Klasyfikacja medalowa mistrzostw[1]
| Miejsce | Klub                              | Złoto | Srebro | Brąz | Razem |
| ------- | --------------------------------- | ----- | ------ | ---- | ----- |
| 1.      | UKS Manta Kościerzyna             | 25    | 17     | 20   | 62    |
| 2.      | UKS Delfinek Chodzież             | 23    | 24     | 15   | 62    |
| 3.      | UKS Tri-Sea Mewa Władysławowo     | 18    | 9      | 7    | 34    |
| 4.      | OSN Amfiprion Olecko              | 17    | 18     | 9    | 44    |
| 5.      | IKS Herkules Suwałki              | 10    | 1      | 0    | 11    |
| 6.      | Klub Sportowy Nautilus Jastrzębie | 6     | 15     | 13   | 34    |
| 7.      | UKS Delfin Jastarnia              | 4     | 6      | 9    | 19    |
| 8.      | Delfin Władysławowo               | 4     | 2      | 0    | 6     |
| 9.      | UKS Rekin Wrocław                 | 4     | 1      | 7    | 12    |
| 10.     | Laguna 24 Toruń                   | 3     | 4      | 6    | 13    |
| 11.     | MUKS Piorun Gołdap                | 2     | 5      | 3    | 10    |
| 12.     | Tryton Olecko                     | 1     | 0      | 1    | 2     |
| 13.     | UKS Wodniacy Garczyn              | 0     | 4      | 6    | 10    |
| 14.     | Active Divers Warszawa            | 0     | 1      | 1    | 2     |
| 15.     | Neptun Gdańsk                     | 0     | 1      | 0    | 1     |